# Stereo Chemix
Stereo Chemix es una banda estadounidense de rapcore. Está formada por John Otto, Ceekay, DJ Apocalypze, Finbar y Norm. Hasta ahora han hecho varias canciones publicadas en MySpace entre las que están: Demons, Revolution, Fall In Line, Dreams, Streets, All I Need, Holy War, Victims, Soldiers March, Seperated y Apocalypse. Actualmente cobtran por escuchar algunas canciones 0,99$, ya que se encuentran grabando el primer álbum de la banda, del cual han declarado que será "distinto a todo lo que habéis escuchado hasta ahora".
- Datos: Q5696664